# Carabus chevrolati
Carabus (Procrustes) chevrolati – gatunek chrząszcza z rodziny biegaczowatych i podrodziny Carabinae.
Gatunek ten opisany został w 1837 roku przez Cristophorisa i Jana, a jego epitet gatunkowy nadano na cześć Louisa A.A. Chevrolata.
Chrząszcz palearktyczny. Wykazany został z Turcji, południowo-zachodniej Gruzji i Iranu. W Turcji znany z północno-zachodniej, środkowej i wschodniej części kraju. Zamieszkuje też wyżyny Armenii i najbardziej wysuniętą na zachód część gór północnej Armenii. Z Iranu podawany z ostanu Golestan.
Wyróżnia się 5 podgatunków tego biegacza:
- Carabus chevrolati chevrolati Cristoforis et Jan, 1837
- Carabus chevrolati internatus Heinz et Korge, 1964
- Carabus chevrolati korbi Breuning, 1928
- Carabus chevrolati thirki Chaudoir, 1857
- Carabus chevrolati vanensis Machard, 1985